# Mein Mann, ein Mörder
Mein Mann, ein Mörder ist ein deutscher Kriminalfilm aus dem Jahr 2013. Die Erstsendung lief am 6. September 2013 auf Arte. Produziert wurde der Film vom ZDF, das den Film am 3. Februar 2014 ausstrahlte.

## Handlung
Der Mentalcoach Paul Frei wird von seiner Ehefrau Minette beobachtet, wie er sich mit einer anderen Frau vergnügt. Minette stellt ihn jedoch nicht zur Rede, sondern will vor allem vor den zwei Kindern die heile Familie bewahren. Am nächsten Abend geht die gesamte Familie ins Opernhaus, wo unerwartet auch Pauls Geliebte erscheint, Nora Novak. Sie drängt ihn, das kommende Wochenende mit ihr in Prag zu verbringen, ansonsten werde sie seine Frau informieren.
Am Tag der Abreise folgt Minette ihrem Mann heimlich auf den Bahnhof. Als sie bemerkt, dass er nicht zu seinem Geschäftstermin nach Frankfurt fährt, sondern in einen Zug nach Prag steigt, steigt sie ebenfalls ein. Sie beobachtet die beiden und hört einen Streit mit, bei dem Nora verlangt, Paul solle mit seiner Frau telefonisch Schluss machen. Paul sträubt sich, er liebt seine Familie, für ihn ist Nora nur eine vorübergehende Affäre. Minette weiß damit, dass Paul von Nora unter Druck gesetzt wird, und steigt beim nächsten Halt aus.
Noch am selben Abend, wieder zurück in München, beichtet Paul seiner Frau die Affäre, versichert ihr aber auch, dass sie beendet sei. Am nächsten Tag erhält Minette eine E-Mail von einem Unbekannten und trifft sich mit ihm. Er bezeichnet sich als einen Angehörigen Noras und mache sich Sorgen, da Nora verschwunden sei. Später spielt er ihr Informationen zu, die nahelegen, dass Nora aus dem Prager Hotelfenster in den Tod gestürzt wurde. Der Mann ist davon überzeugt, dass Paul Nora getötet hat, und verlangt von Minette 400.000 € Schweigegeld, ansonsten teile er sein Wissen der Polizei mit. Später findet Minette immer weitere Anzeichen, die auf eine Bluttat hindeuten, etwa Blutflecken auf Pauls Hemd, und beginnt an ihrem Mann zu zweifeln.
Als der Mann auch noch andeutet, den Kindern etwas anzutun, entschließt sich Minette zur Lösegeldzahlung. Sie kann nur 300.000 € zusammenkratzen, das gesamte monetäre Vermögen der Familie plus ein Darlehen der Bank. Bei der Geldübergabe auf einem Berg kommt es wegen der fehlenden 100.000 € zum Streit, bei dem der Mann an der Felskante ins Straucheln gerät und von Minette hinabgestoßen wird, den Geldkoffer hat er noch in der Hand. Verstört fährt Minette ohne das Geld wieder zur Talstation und sieht in der entgegenkommenden Gondel Nora. Noras Tod wurde also nur vorgetäuscht, um die Familie zu erpressen. Minette geht davon aus, dass Nora das Geld finden und damit zufriedengestellt sein werde.
Beim Abendessen mit Freunden erzählt Minette diese Geschichte, angeblich die Handlung des Romans, den sie gerade übersetze. Paul ist klar, dass sie dabei das tatsächliche Geschehen um Nora berichtet, und ist erleichtert, dass Nora lebt. Die zwei machen einen neuen Anfang.

## Kritik
Kino.de lobte den Film für seine optische Qualität und ein gelungenes Drehbuch.
TV Spielfilm urteilte: „Teils vorhersehbar, teils unglaubhaft. Trotzdem nimmt man Noethen jederzeit den Familienvater ab, der außerhalb der eigenen vier Wände zu allem Möglichen fähig ist.“ Auch Oliver Armknecht bemängelt Vorhersehbarkeit und Ereignisarmut, lobt jedoch die gute Umsetzung sowie die Idee, die Geschichte aus der Perspektive des betrogenen Partners zu erzählen.